# 서부두더지류
서부두더지류는 두더지과의 서부두더지속(Scapanus) 두더지를 두루 일컫는 말이다. 로키산맥 서부 지역부터 남쪽으로 바하칼리포르니아노르테, 그리고 북쪽으로 캐나다 브리티시컬럼비아주에 이르는 북아메리카에 분포 서식한다.

## 하위 종
3종이 알려져 있다.
- 넓은발두더지 (S. latimanus)
- 해안두더지 (S. orarius)
- 타운센드두더지 (S. townsendii)